# Theridion lumabani
Theridion lumabani là một loài nhện trong họ Theridiidae.
Loài này thuộc chi Theridion. Theridion lumabani được Alberto Barrion & James A. Litsinger miêu tả năm 1995.